# Hans Klinkhammer
Hans Klinkhammer (Mönchengladbach, 1953. augusztus 23. –) nyugatnémet B-válogatott német labdarúgó, hátvéd.

## Pályafutása

### Klubcsapatban
1972 és 1980 között a Borussia Mönchengladbach, 1980 és 1982 között az 1860 München labdarúgója volt. 1982–83-ban az Union Solingen csapatában fejezte be az aktív játékot.
A Borussia együttesével három nyugatnémet bajnoki címet és egy kupagyőzelmet ért el. Kétszeres UEFA-kupagyőztes (1974–75, 1978–79) és döntős (1972–73, 1979–80) volt a csapattal. Tagja volt az 1976–77-es idényben BEK-döntős csapatnak, amelyik a döntőben 3–1-es vereséget szenvedett a Liverpooltól.

### A válogatottban
1977-ben egy alkalommal szerepelt a nyugatnémet B-válogatottban.

## Sikerei, díjai
Borussia Mönchengladbach
- Nyugatnémet bajnokság (Bundesliga)
  - bajnok (3): 1974–75, 1975–76, 1976–77
  - 2. (2): 1973–74, 1977–78
- Nyugatnémet kupa (DFP-Pokal)
  - győztes: 1973
- Bajnokcsapatok Európa-kupája (BEK)
  - döntős: 1976–77
- UEFA-kupa
  - győztes (2): 1974–75, 1978–79
  - döntős (2): 1972–73, 1979–80